# Maino Neri
Maino Neri (né à Carpi, le 30 juin 1924 et mort le 8 décembre 1995) est un footballeur et entraîneur italien de football.

## Biographie
En tant que milieu de terrain, Maino Neri fut international italien à 8 reprises (1948-1954) pour aucun but inscrit. Il participa aux Jeux olympiques de 1948 et de 1952, sans remporter de médaille. Il participa à la Coupe du monde de football de 1954, jouant les deux premiers matchs (Suisse et Belgique), ratant le dernier contre la Suisse (match d'appui). L'Italie est éliminée au premier tour.
En clubs, il commença à Modène FC pendant dix saisons, remportant une D2 italienne en 1943. Il joua avec l'Inter Milan pendant quatre saisons, remportant deux Scudetti (1953 et 1954). Puis il termina sa carrière de joueur à l' AC Brescia jusqu'en 1958, sans rien remporter.
Il entama une carrière d'entraîneur de 1965 à 1973 avec cinq clubs : Modène FC, Lazio Rome, AC Côme, US Reggina et US Lecce. Il ne remporta rien en tant qu'entraîneur.

## Clubs

### En tant que joueur
- 1941-1951 : Modène FC
- 1951-1955 : Inter Milan
- 1955-1958 : AC Brescia

### En tant qu'entraîneur
- 1965-1966 : Modène FC
- 1966-1967 : SS Lazio
- 1969-1971 : AC Côme
- 1971-1972 : AS Reggina
- 1972-1973 : US Lecce

## Palmarès

### En tant que joueur
- Championnat d'Italie de football D2
  - Champion en 1943
- Championnat d'Italie de football
  - Champion en 1953 et en 1954